# Víctor Montesinos
Víctor Montesinos (Palma del Río, 4 de septiembre de 1987) es un exjugador y entrenador español de balonmano. Se formó en las categorías inferiores del ARS Palma del Río hasta llegar al primer equipo, donde jugó 6 temporadas en División de Honor Plata. Como entrenador se encargó del equipo palmeño durante 7 temporadas, también en División de Honor Plata, hasta la temporada 2020/21 en la que dio el salto a la Liga Asobal entrenando al BM Sinfin. Tras dos temporadas en el equipo cántabro, volvió a tierras andaluzas para entrenar el BM PROIN Triana en el que sigue militando en la actualidad.

## Trayectoria
Se formó en las categorías inferiores del ARS Palma del Río desde los 7 años, pasando por todas las categorías hasta senior. Las primeras primeros años estuvo cedido, llegando a disputar finalmente cinco temporadas como jugador de la División de Honor Plata con el equipo palmeño.
En la temporada 2009-10 tras quedar 5 en la liga regular, se logró llegar a la fase de ascenso que se disputó en Guadalajara. El ARS quedaría fuera de la fase al perder precisamente ante el equipo anfitrión por 30-27.
En la temporada 2011-12 logró con el Palma del Río el ascenso a la Liga Asobal tras vencer al Sinfín, asegurando así su ascenso directo a la máxima categoría del balonmano español a falta de 2 jornadas.
Tras una temporada como segundo de Cesar Montes en Asobal, en la temporada 2013-14, ya en División de Honor Plata, debutó el 26 de abril del 2014, a los 30 años, en un derbi ARS-Pozoblanco que perdió por 26-27. Pese a coger entonces al equipo en un momento difícil, lo salvó en una fase de descenso jugada en Pozoblanco y en la que sí descendió el equipo anfitrión.
En la temporada 2014-15 el ARS consigue su primer título oficial tras vencer al CB Puente Genil en la final de la XX edición de la Copa de Andalucía (24-25) en la propia ciudad de Puente Genil. El título se revalidó en la temporada siguiente, esta vez en la ciudad de Lucena, y también ante el mismo rival del Puente Genil (28-29), único equipo andaluz en Asobal.
Sus dos mejores campañas con el conjunto palmeño fueron la 2015-16 y la 2016-17 en las que llegó a disputar la fase de ascenso a Liga ASOBAL. La fase de ascenso de la temporada 2015-16 se disputó en Irún. Los palmeños perdieron la primera semifinal frente al CB Zamora por 17-22. Finalmente consiguieron derrotar en el partido de consolación al BM Alarcos, quedando terceros. En la temporada 2016-17 tras quedar 2.º en la liga regular, se volvía a optar al ascenso, y esta vez sería en El Pandero, en la propia ciudad de Palma del Río. Con todo a su favor, el sueño de volver a la Asobal del ARS se desvaneció al perder por un ajustado 17-18 contra el CB Zamora, cuando el partido parecía controlado. El final de esta temporada supuso un cambio de ciclo en el club, que perdió a muchos de sus jugadores.
En las siguientes campañas el objetivo ya no era el ascenso a la ASOBAL, sino no descender a Primera Nacional. En la campaña 2019-20, finalmente el club descendería al ceder sus derechos federativos por problemas económicos al Sporting Alicante y así poder salvar al club, que desde entonces ha militado en Primera Nacional Nacional.
El final del entrenador palmeño en el ARS coincidió con su llamada por el BM Sinfín para ser el próximo entrenador del equipo cántabro en división ASOBAL. En el club cántabro estuvo dos temporadas, en las que se cumplió el objetivo de la permanencia. El la primera temporada 2020-21 incluso se llegó a la final de la XXXI edición de la Copa Asobal disputada en Santander, al derrotar la CD Bidasoa en la semifinal (33-28).
La temporada 2022-23 fichó por el BM PROIN Triana, que tenía un proyecto para subir al equipo sevillano a la división ASOBAL. Al fichaje del entrenador palmeño se han sumado otros, como los argentinos Juan Saco y Julián López Mon, el también palmeño, y a las órdenes de Montesinos durante muchas temporadas, Julio Morgado, el colombiano Dilan Belalcázar, el portugués Gonçalo Areias, entre otros.

## Historial de Temporadas
| Temporada | Club              | Categoría               | Posición | Observaciones                                             |
| --------- | ----------------- | ----------------------- | -------- | --------------------------------------------------------- |
| 2011-12   | ARS Palma del Río | División de Honor Plata | 2.º      | Ascenso Directo, al quedar 1.º el filial del FC Barcelona |
| 2010-11   | ARS Palma del Río | División de Honor Plata | 9.º      |                                                           |
| 2009-10   | ARS Palma del Río | División de Honor Plata | 5.º      | Fase Ascenso, no consigue promoción                       |
| 2008-09   | ARS Palma del Río | División de Honor Plata | 11.º     |                                                           |
| 2007-08   | ARS Palma del Río | División de Honor Plata | 11.º     |                                                           |
| 2006-07   | ARS Palma del Río | División de Honor Plata | 10.º     |                                                           |

| Temporada | Club              | Categoría               | Posición | Observaciones                                             |
| --------- | ----------------- | ----------------------- | -------- | --------------------------------------------------------- |
| 2023-24   | CB PROIN Triana   | 1.ª División Nacional   | -        | En juego                                                  |
| 2022-23   | CB PROIN Triana   | 1.ª División Nacional   | 3.º      | No logra jugar fase de ascenso                            |
| 2021-22   | BM Sinfín         | Liga ASOBAL             | 14.º     | Salva la categoría                                        |
| 2020-21   | BM Sinfín         | Liga ASOBAL             | 13.º     | Salva la categoría, subcampeón XXXI Copa ASOBAL           |
| 2019-20   | ARS Palma del Río | División de Honor Plata | 16.º     | Liga suspendida por COVID, vende sus derechos federativos |
| 2018-19   | ARS Palma del Río | División de Honor Plata | 12.º     | Salva la categoría                                        |
| 2017-18   | ARS Palma del Río | División de Honor Plata | 12.º     | Salva la categoría                                        |
| 2016-17   | ARS Palma del Río | División de Honor Plata | 2.º      | Fase Ascenso, no consigue promoción                       |
| 2015-16   | ARS Palma del Río | División de Honor Plata | 3.º      | Fase Ascenso, no consigue promoción                       |
| 2014-15   | ARS Palma del Río | División de Honor Plata | 9.º      | Salva la categoría                                        |
| 2013-14   | ARS Palma del Río | División de Honor Plata | 15.º     | Promoción Descenso, salva la categoría                    |

## Títulos
- Copa de Andalucía (2015) ARS Palma del Río
- Copa de Andalucía (2016) ARS Palma del Río
- Final Copa ASOBAL (2020) BM Sinfin